# Snowmageddon – Hölle aus Eis und Feuer
Snowmageddon – Hölle aus Eis und Feuer (Originaltitel: Snowmageddon) ist ein kanadischer Katastrophenfilm aus dem Jahr 2011 von Sheldon Wilson.

## Handlung
Familie Miller verbringt die Weihnachtszeit gemeinsam in einem verschneiten Bergdorf in Alaska. Während dieser Zeit wird ein Paket vor dem Haus der Familie abgelegt. Das Paket ist ohne Absender und enthält eine schöne, alte Schneekugel, die ein Miniaturmodell des Dorfes enthält. Rudy Miller, der jüngste Sprössling der Familie, wird schnell auf das neue Spielzeug aufmerksam und beginnt schon bald mit der Schneekugel zu spielen. Allerdings geschehen jedes Mal, wenn er mit der Schneekugel zu spielen beginnt, draußen schreckliche Dinge. So muss die Familie erfolgreich Lawinen, Erdbeben und Wolken mit tödlichen Eisgeschossen überstehen, die für Chaos und Verwüstung sorgen. Nach und nach begreifen John und seine Frau Beth, dass die Schneekugel auf mysteriöse Weise mit der realen Welt verbunden ist und jedes Mal, wenn sie geschüttelt wird, erfolgt eine Naturkatastrophe.
Unterstützt von seiner Tochter Jennifer und dem aus der Nachbarschaft bekannten Fred, beschließt John dem Treiben ein Ende zu setzen.

## Kritik
Der Filmdienst schreibt, „das durchaus interessante Szenario“ werde „in dem (Fernseh-)Unterhaltungsfilm zu einem anspruchslosen Mischmasch aus Weihnachts- und Katastrophenfilm verwurstet“.